# Paoletta Magoni
Paoletta Magoni-Sforza (ur. 14 września 1964 w Selvino) – włoska narciarka alpejska, złota medalistka olimpijska, brązowa medalistka mistrzostw świata i mistrzyni świata juniorów.

## Kariera
Pierwszy sukces na arenie międzynarodowej odniosła w 1982 roku, zwyciężając w kombinacji podczas mistrzostw świata juniorów w Auron. W zawodach Pucharu Świata zadebiutowała 13 grudnia 1980 roku w Piancavallo, zajmując czternaste miejsce w slalomie. Tym samym już w swoim debiucie zdobyła pierwsze pucharowe punkty. Pierwszy raz na podium stanęła 18 marca 1984 roku w Jasnej, gdzie zajęła trzecie miejsce w slalomie. W zawodach tych wyprzedziły ją jedynie Austriaczka Roswitha Steiner oraz Francuzka Perrine Pelen. W kolejnych latach jeszcze dwa razy stanęła na podium: 1 grudnia 1984 roku w Courmayeur była trzecia, a 14 stycznia 1985 roku w Pfronten była najlepsza w tej samej konkurencji. Najlepsze wyniki osiągnęła w sezonie 1984/1985, kiedy w klasyfikacji generalnej zajęła 24. miejsce, a w klasyfikacji slalomu była ósma.
Największy sukces osiągnęła w 1984 roku, kiedy na igrzyskach olimpijskich w Sarajewie wywalczyła złoty medal w slalomie. Po pierwszym przejeździe slalomu Magoni zajmowała czwarte miejsce, tracąc do prowadzącej Francuzki Christelle Guignard 0,14 sekundy. W drugim przejeździe osiągnęła najlepszy czas, co dało jej najlepszy łączny wynik i zwycięstwo. Ostatecznie o 0,91 s wyprzedziła Perrine Pelen, a o 1,03 s pokonała Ursulę Konzett z Liechtensteinu. Na tych samych igrzyskach wystartowała także w gigancie, zajmując 32. pozycję. Na rozgrywanych cztery lata później igrzyskach w Calgary nie ukończyła giganta, a w slalomie była siódma. W międzyczasie wywalczyła brązowy medal w swej koronnej konkurencji podczas mistrzostw świata w Bormio w 1985 roku. W zawodach tych uległa jedynie Francuzkom: Perrine Pelen i Christelle Guignard. Pięciokrotnie zdobywała medale mistrzostw kraju: w slalomie w latach 1984, 1985, 1987 i 1988 oraz kombinacji w 1980 roku.

## Osiągnięcia

### Igrzyska olimpijskie
| Miejsce | Dzień     | Rok  | Miejscowość | Konkurencja | Czas biegu | Strata | Zwyciężczyni     |
| ------- | --------- | ---- | ----------- | ----------- | ---------- | ------ | ---------------- |
| 32.     | 13 lutego | 1984 | Sarajewo    | Gigant      | 2:20,98    | +6,89  | Debbie Armstrong |
| 1.      | 13 lutego | 1984 | Sarajewo    | Slalom      | 1:36,47    | –      | –                |
| DNF     | 24 lutego | 1988 | Calgary     | Gigant      | 2:06,49    | –      | Vreni Schneider  |
| 7.      | 26 lutego | 1988 | Calgary     | Slalom      | 1:36,69    | +3,07  | Vreni Schneider  |

### Mistrzostwa świata
| Miejsce | Dzień    | Rok  | Miejscowość   | Konkurencja | Czas biegu | Strata | Zwyciężczyni    |
| ------- | -------- | ---- | ------------- | ----------- | ---------- | ------ | --------------- |
| 29.     | 4 lutego | 1982 | Schladming    | Zjazd       | 1:37,47    | +4,30  | Gerry Sorensen  |
| DNF     | 4 lutego | 1985 | Bormio        | Kombinacja  | 18,72 pkt  | –      | Erika Hess      |
| 3.      | 9 lutego | 1985 | Bormio        | Slalom      | 1:29,58    | 0,40   | Perrine Pelen   |
| 24.     | 5 lutego | 1987 | Crans-Montana | Gigant      | 2:21,22    | +3,54  | Vreni Schneider |
| DNF1    | 7 lutego | 1987 | Crans-Montana | Slalom      | 1:33,30    | –      | Erika Hess      |

### Mistrzostwa świata juniorów
| Miejsce | Dzień   | Rok  | Miejscowość | Konkurencja | Czas biegu | Strata | Zwyciężczyni      |
| ------- | ------- | ---- | ----------- | ----------- | ---------- | ------ | ----------------- |
| 9.      | 4 marca | 1982 | Auron       | Zjazd       | 1:40,53    | +1,54  | Catherine Quittet |
| 7.      | 5 marca | 1982 | Auron       | Gigant      | 2:35,82    | +3,51  | Michaela Gerg     |
| 5.      | 6 marca | 1982 | Auron       | Slalom      | 1:18,95    | +0,61  | Andreja Leskovšek |
| 1.      | 7 marca | 1982 | Auron       | Kombinacja  | ?          | –      | –                 |

### Puchar Świata

#### Miejsca w klasyfikacji generalnej
- sezon 1980/1981: 61.
- sezon 1981/1982: 76.
- sezon 1982/1983: 39.
- sezon 1983/1984: 38.
- sezon 1984/1985: 24.
- sezon 1985/1986: 55.
- sezon 1986/1987: 27.
- sezon 1987/1988: 65.

#### Miejsca na podium
1. Jasná – 18 marca 1984 (slalom) – 3. miejsce
2. Courmayeur – 1 grudnia 1984 (slalom) – 3. miejsce
3. Pfronten – 14 stycznia 1985 (slalom) – 1. miejsce